# Luther Allison
Luther Allison (Widener, Arkansas, 1939. augusztus 17. – Madison, Wisconsin, 1997. augusztus 12.) amerikai blues-gitáros.
Tízéves korában maga készítette hangszereken kezdett játszani. Tizenkét éves korában, 1951-ben családjával Chicagóba költözött. Önmagától tanult meg gitározni, miközben sokat hallgatott blues előadókat. Három évvel később már éjszakai blues-kocsmák előtt ácsorgott, abban a reményben, hogy lehetősége lesz játszani.
A későbbiekben játszott Howlin’ Wolf együttesében és James Cotton háttérzenészeként. Koncertjei erőteljesek és legendásak voltak, ezeken sokszor három órán át játszott.

## Karrierje
Bemutatkozó előadása és egyben karrierje akkor indult, amikor Howlin’ Wolf 1957-ben felhívta a színpadra játszani. Ezután Freddie King foglalkozott vele, és amikor Kingnek lemezfelvételeket kellett készítenie, Allison vezette King zenekarát a Chicago nyugati részében zajló koncerteken. Zenei klubokban játszott az 1950-es évek végén és az 1960-as évek elején. Első kislemezét 1965-ben vették fel. 1967-ben szerződött a Delmark Records kiadóval, akik bemutatkozó albumát, a Love Me Mama-t a következő évben kiadták.
1969-es fellépése az Ann Arbor Blues Festival-on olyan sikeres volt, hogy felkérést kapott a fesztiválon való részvételre a következő három évre. Ugyanakkor országszerte turnézott, és 1972-ben leszerződött a Motown Records-nál. Ő volt az első blues-zenész, aki ezt megtette. Az 1970-es években Európában turnézott és 1977-ben Franciaországba költözött.
Allison ismert volt erőteljes koncertjeiről, amiken hosszasan és érzékenyen játszott Gibson Les Paul márkájú gitárján. Rövid ideig Illinois állam Peoria nevű településén élt. Itt leszerződött a Rumble Records-nál, akik két élő koncertjének felvételeit adták ki: ezek a Gonna Be a Live One in Here Tonight (ennek producere Bill Knight volt), és a Power Wire Blues (aminek producere George Faber és Jeffrey P. Hess volt).
Allison továbbra is fellépett bárokban és koncerteken, egy évben nyolc hónapon át úton volt. Ezek között volt a Montreux-i Jazz Fesztivál is.
1992-ben együtt játszott a legendás francia rock'n'roll sztárral, Johnny Hallyday-vel, 18 koncerten, amiket Párizsban tartottak. Allison még a szünetekben is játszott.
Allison európai menedzsere, Thomas Ruf 1994-ben lemezcéget alapított, a Ruf Records-ot. Ugyanakkor az Alligator Records alapítója, Bruce Iglauer meggyőzte, hogy térjen vissza az Egyesült Államokba. A Soul Fixin' Man albumot 1994-ben vették fel és még ugyanabban az évben kiadták, Allison ezzel turnézott az Egyesült Államokban és Kanadában.
1994-ben négy Blues Music Award-ot nyert el. A James Solberg együttessel folyamatosan turnézott és kiadta a Blue Streak albumot (ezen szerepelt először a Cherry Red Wine című szám). További blues-díjakat kapott és blues-kiadványok címoldalára került fel.
1997 nyarán, egy turné közepén Allison szédüléses panaszokkal kórházba került. Ekkor derült ki, hogy a tüdejében daganat van, ami áttéttel az agyára is hatással van.
Kómába esett, majd 1997. augusztus 12-én meghalt. A Reckless című albuma akkor jelent meg.
Fia, Bernard Allison, aki egyszer a zenekarában is játszott, szólókarrierbe kezdett.
Halála után, 1998-ban bevezették a Blues-hírességek Csarnokába. Az Illinois állambeli Homewood település Washington Memory Gardens Cemetery nevű temetőjében temették el.

## Diszkográfia

### Stúdióban készült és élő albumok
| év   | cím                                     | kiadó            | azonosító szám | megjegyzés |
| 1969 | Love Me Mama                            | Delmark          | 625            | |
| 1972 | Bad News Is Coming                      | Motown/Gordy     | 964            | |
| 1974 | Luther's Blues                          | Motown/Gordy     | 967            | |
| 1976 | Night Life                              | Motown/Gordy     | 974            | |
| 1977 | Love Me Papa                            | Black & Blue     | 33.524         | újból kiadták mint Estudio Eldorado 524 (Brazília) és mint Evidence CD 26015 (USA)                                                             |
| 1979 | Gonna Be a Live One in Here Tonight!    | Rumble           | 1001           | élő koncerten vették fel Peoria településen (Illinois) 1979. április 18–19-én. Újból kiadták Red Lightnin 0036, és South Side Safari címmel    |
| 1979 | Power Wire Blues                        | Rumble           | 1004           | a Peoria koncert 2. része 1985-ben újból kiadta a Charly Records 1105                                                                          |
| 1979 | Live in Paris                           | Paris Album/Buda | 2-28501        | felvéve Párizsban, La Chapelle Des Lombards, 1979. Újból kiadta a Ruf (1354), a Free Bird (209/FLY06), a Pläne (88295), és a Platinum (161354) |
| 1979 | Live                                    | Blue Silver      | 3001/3321      | az 1979-es párizsi koncert 2. része. Újból megjelent mint Blue Sky/Buda                                                                        |
| 1980 | Time                                    | Paris Album/Buda | 2-28505        | |
| 1984 | Lets Have a Natural Ball                | JSP              | 1077           | |
| 1984 | Life is a Bitch                         | Encore!/Melodie  | 131            | Blind Pig 2287 (1987) USA, másik címe Serious                                                                                                  |
| 1985 | Here I Come                             | Encore!/Melodie  | 133            | |
| 1987 | Rich Man                                | Ruf              | 8001           | egyéb azonosítók RFR 1005, Charly CRB 1227 |
| 1991 | More from Berlin                        | East West        | LACD 1991-2    | koncert, 1989 |
| 1992 | Hand Me Down My Moonshine               | Inak/Ruf Records | 1047           | akusztikus |
| 1992 | Bercy 92 (Johnny Hallyday)              | Philips          | 514 400        | felvéve a párizsi Palais Omnisports de Paris-Bercy-ben                                                                                         |
| 1994 | Soul Fixin' Man                         | Alligator        | 4820           | Ruf 1021 Európában, másik címe Bad Love |
| 1995 | Blue Streak                             | Alligator        | 4834           | Ruf 7712 Európában |
| 1996 | Live ’89: Let's Try It Again            | Ruf              | 1028           | felvéve Berlinben, 1989 májusában |
| 1996 | Live in Montreux – Where Have You Been? | Ruf              | 1008           | felvéve 1976-1994 között |
| 1997 | Reckless                                | Alligator        | 4849           | Ruf 1012 Európában |
| 1999 | Live in Chicago                         | Alligator        | 4869           | Ruf 1042 Európában, felvéve 1995-1997-ben, 2-lemezes kiadás                                                                                    |
| 1999 | Standing at the Crossroad               | Black & Blue     | 421.1          | felvéve 1977-ben Párizsban. Másik címe Night & Day 210, Blues Reference                                                                        |
| 2002 | Pay It Forward                          | Ruf              | 1060           | felvéve 1984-1994 között |
| 2007 | Underground                             | Ruf              | 1132           | felvéve 1968 körül |
| 2009 | Songs from the Road                     | Ruf              | 1157           | CD+DVD, felvéve Montréalban, 1997 |

### Összeállítások
| év   | cím                         | kiadó            | azonosító szám | megjegyzés |
| 1995 | Sweet Home Chicago          | Charly           | BM-37          |            |
| 1996 | The Motown Years, 1972-1976 | Motown/Universal |                |            |

### Video
| év   | cím                 | kiadó | azonosító szám | megjegyzés                                                                  |
| 1998 | Live In Paradise    | Ruf   | VHS            | felvéve a La Reunion Island-en, 1997 áprilisában. DVD-n is megjelent (2001) |
| 2009 | Songs from the Road | Ruf   | 1157           | CD+DVD, felvéve Montréalban, 1997-ben                                       |

## Fordítás
- Ez a szócikk részben vagy egészben  a   Luther Allison című angol Wikipédia-szócikk fordításán alapul.  Az eredeti cikk szerkesztőit annak laptörténete sorolja fel. Ez a jelzés csupán a megfogalmazás eredetét és a szerzői jogokat jelzi, nem szolgál a cikkben szereplő információk forrásmegjelöléseként.